# Onobrychis tournefortii
Onobrychis tournefortii är en ärtväxtart som först beskrevs av Carl Ludwig von Willdenow, och fick sitt nu gällande namn av Nicaise Auguste Desvaux. Onobrychis tournefortii ingår i släktet esparsetter, och familjen ärtväxter. Inga underarter finns listade i Catalogue of Life.